# کیرا ویل، نیو ساوت ولز
کیرا ویل (به انگلیسی: Keiraville) یک حومه شهر در استرالیا است که در نیو ساوت ولز واقع شده‌است.